# Palazzo degli Uffici (Taranto)
Il Palazzo degli Uffici (o Palazzo Archita) di Taranto è uno dei palazzi più prestigiosi del Borgo Umbertino della città. La costruzione fu iniziata nel Settecento per assolvere alla funzione di orfanotrofio e ospitare i bambini poveri della città e gli orfani dei militari, per ordine di un Regio Decreto di Ferdinando IV di Borbone del 1787, ma rimase incompleta.
La prima pietra della struttura fu posata nel 1791 in uno spiazzo utilizzato per manifestazioni pubbliche dall'Arcivescovo di Taranto Monsignor Giuseppe Capecelatro, ma le vicende del 1799 e i successivi mutamenti di governo, costrinsero a interrompere i lavori per molto tempo.
Solo nel 1872 il Comune, che nel frattempo aveva acquisito l'intera area, destinò l'edificio a ospitare alcuni uffici pubblici, ordinando la ripresa dei lavori su disegno dell'Ing. Giovanni Galeone, che si concluse nel 1894.
Dal 28 giugno 1896, data dell'inaugurazione alla presenza del Sindaco di Taranto Alessandro Criscuolo, il palazzo ha ospitato il Tribunale di Taranto, la Scuola nautica, l'Osservatorio meteorologico e sismico, l'Istituto per la Storia e l'Archeologia della Magna Grecia e diversi istituti scolastici, tra cui il Liceo Ginnasio "Archita".
La forma quadrangolare dell'edificio e il suo stile architettonico corrispondente allo "Stile Umbertino", tanto in voga in Italia, alla fine dell'Ottocento, influenzarono, il piano regolatore, per quanto riguardava il reticolo stradale, mentre lo stile architettonico fu utilizzato come modello da altri palazzi del Borgo Nuovo o Umbertino della città.
Il prospetto principale del palazzo si affaccia su Piazza Archita, ed è allineato con il Ponte Girevole dal quale è perfettamente visibile. Idealmente appare suddiviso in due sezioni orizzontali: la sezione inferiore presenta al piano terreno un maestoso portone principale affiancato da una serie di porte, e al primo piano una fila di finestre incorniciate; quella superiore si presenta sia al secondo sia al terzo piano con 20 finestre decorate elegantemente. La suddivisione in sezioni verticali invece è effettuata mediante lesene di ordine dorico nella parte inferiore, e lesene di ordine ionico in quella superiore.
La parte superiore del prospetto termina con un piccolo timpano triangolare decorato e con un orologio meccanico.
I restanti prospetti sono identici a quello principale, con l'eccezione del piccolo timpano triangolare.
Sia all'esterno sia all'interno sono inoltre presenti lapidi commemorative. Tra di esse, una menzione particolare va fatta per quella dedicata all'assassinio del re Umberto I di Savoia, conservata al terzo piano. È stata per più di un secolo sede del Liceo Ginnasio "Archita", il più antico di Taranto, famoso per essere stata la scuola di personalità illustri, tra le quali lo statista Aldo Moro. 
Il palazzo dal 2002 è in fase di restauro e di riorganizzazione interna degli spazi.
Nel 2006, nel cantiere da poco aperto per ristrutturazione, al sotto della pavimentazione di un'aula scolastica vi sono stati ritrovato resti di un sepolcreto ebraico; 4 tombe scavate nel banco calcarenitico, con scheletri ancora in situ. La comunità ebraica di Roma, assieme alla Associazione culturale Aldo Moro, ha suggerito al fine salvaguardare il sepolcreto, di renderlo visitabile pur all’interno di un ambiente più vasto cestinato ad altro scopo.